# Voss-Spitzmausbeutelratte
Die Voss-Spitzmausbeutelratte (Monodelphis vossi) ist ein Beutelsäuger aus der Gattung der Spitzmausbeutelratten (Monodelphis). Die Art kommt in Savannen im Nordosten des brasilianischen Bundesstaates Roraima vor. Sie wurde erst im Januar 2019 beschrieben und zu Ehren des Mammalogen Robert S. Voss benannt, der sich um die Erforschung südamerikanischer Säugetiere besonders der Beutelratten verdient gemacht hat.

## Merkmale
Die für die Erstbeschreibung untersuchten Exemplare, zwei junge aber ausgewachsene Männchen und ein älteres Männchen hatten Kopfrumpflängen von 12,7 bis 16,2 cm, einen 7,2 bis 9,3 cm langen Schwanz, 18 bis 21 mm lange Hinterfüße und eine Condylobasallänge von 31,1 bis 38,9 mm. Der Schädel ist von der Seite gesehen relativ flach. Rücken und Kopfoberseite der Voss-Spitzmausbeutelratte sind grau, die Körperseiten sind auffallend orange. Das Fell an Bauch, Brust, Kehle und Kinn ist grau bis cremefarben mit einem orangen Einschlag. Zwischen den orangefarbenen Seiten und der Farbe der Unterseite gibt es keine deutliche Trennlinie. Die Bauchhaare sind an der Basis grau und haben eine gelbliche bis cremefarbene Spitze. Die Körperfarben erstrecken sich auch auf das erste Fünftel des Schwanzes. Die Schuppen auf dem haarlosen Schwanzabschnitt sind in Ringen angeordnet. Auf der Mitte des Rückens und auf den Schultern sind die Haare etwa 8 mm lang, am Bauch beträgt ihre Länge 5 bis 6 mm. Die Vibrissen sind schwärzlich, die längsten Vibrissen reichen nach hinten angelegt bis hinter die Augen. Vorder- und Hinterpfoten sind auf ihrer Oberseite mit bräunlichen Haaren bedeckt. Da es unter den Typusexemplaren kein Weibchen gibt, ist die Anzahl der Zitzen bisher nicht bekannt.
Von allen anderen Arten der Untergattung Monodelphis unterscheidet sich Monodelphis vossi durch seinen flachen Schädel. Im Verbreitungsgebiet der Art kommen keinen weiteren Arten der Spitzmausbeutelratten vor. Von Reigs Spitzmausbeutelratte (M. reigi), die im benachbarten östlichen Venezuela und westlichen Guyana vorkommt, unterscheidet sich von Monodelphis vossi durch ihre Kleinheit und ihr fast einfarbiges Fell. Von Arlindos Spitzmausbeutelratte (M. arlindoi), die im mittleren und südlichen Guyana und in Teilen des nordöstlichen Brasilien vorkommt, und von der Guiana-Spitzmausbeutelratte (M. brevicaudata), die in Guyana und in Venezuela südlich des Orinoko verbreitet ist, unterscheidet sich Monodelphis vossi vor allem durch ihre hellere Färbung.
Über die Lebensweise der Voss-Spitzmausbeutelratte ist bisher nichts bekannt.